# 渋谷温泉施設爆発事故
渋谷温泉施設爆発事故（しぶやおんせんしせつばくはつじこ）は、2007年（平成19年）6月19日午後2時18分頃（JST）に、東京都渋谷区松濤一丁目の女性専用会員制温泉施設「松濤温泉シエスパ」（ユニマットグループ）の別棟で発生した大規模なガス爆発事故。
爆発によって施設の別棟が骨組みだけを残して全壊し、周辺の住宅やビルなどでも爆風や飛散した瓦礫で窓ガラスが割れたり屋根瓦が吹き飛んだりした。女性従業員3人が死亡し、一緒にいた別の女性従業員2人が重傷、通行人の男性が爆発に巻き込まれ重傷、周辺の住宅やビルなどでも割れたガラスで数名が怪我を負った。
また、施設名をとって「松濤温泉シエスパ爆発事故」（しょうとうおんせんシエスパばくはつじこ）とも呼ばれることがある。

## 現場の状況
事故が起きた施設は前年の2006年（平成18年）1月に開業したばかりで、JR東日本・東急・東京メトロ渋谷駅から直線で600メートル、東急百貨店本店のほぼ真裏の場所であり、温泉施設のある本館は、ぎりぎり商業地区にあるが、爆発が起こった別棟は松濤地区の住宅街の一角にある。シエスパの建設については、当初地元住民に反対されたが、建設を強行した経緯がある。
爆発の起きた別棟には、従業員の休憩所やロッカールームがあり、地下一階には深さ1200メートルのボーリング井戸から温泉を汲み上げるポンプが設置されていた。事故当時、女性従業員5人が休憩室に在室中に爆発が起きたと考えられた。
別棟が住宅街や渋谷の商業施設に近い場所にあったため、爆発の影響は広範囲に及び、さらに事故が平日の昼間に発生したため、数多くの通行人が現場に駆けつけ、カメラや携帯電話で写真撮影をする者、応急的な救助活動をする者など、現場はパニックとなった。爆発現場の住宅街に設置されていた監視カメラが、施設が爆発する瞬間を捉えた。

## 事故原因
この施設は、ポンプで温泉を汲み上げていたのだが、その際、温泉にメタンガスが混ざることが建設中に判明。メタンガスを屋外に排気する設備が2系統設けられた。メインの排気設備は近隣住民への配慮のため、温泉汲み上げ設備のある別棟の道路を挟んだ向かいにある本館の高い位置に、もうひとつは別棟の温泉汲み上げ設備室内であった。室内にはガスが充満しないように、排気ファンが設置されていた。
事故の前日、本館エントランスにある滝のろ過器に異常が発生。警報ブザーが鳴ったため業者に修理を依頼したが、2～3日後になるとの報告を受け、修理が終わるまで警報ランプがついたままにせざるを得なかった。新たな異常が起きても、警報ランプを解除しないとブザーは鳴らない仕様だったため、排気ファンの異常に対しブザーが鳴らなかったものと思われる。
事故発生当初、ボイラーが爆発したと考えられたが、ボイラーの爆発にしては規模が大きすぎること、爆発した別棟にはボイラーが設置されていなかったことから、温泉を汲み上げた際に一緒に噴出するメタンガスを主成分とした天然ガスが何らかの原因で施設内に溜まり、何かの火が引火して大規模なガス爆発が起きたのではないかと、警視庁と東京消防庁は判断した。総務省消防庁からも職員4名を派遣して調査を実施した。
現場の渋谷区は「南関東ガス田」の中にあたり、地表から1,500メートル程掘れば、天然ガスが出る可能性のある地域であった。
施設には温泉からメタンガスを分離する装置が設置されていたのだが、メタンガスを屋外に排出するためのU字状の排気管が結露水で塞がれたことによりメタンガスが逆流、排気ファンにも異常があったため、許容値を超えるメタンガスが別棟内部に蓄積されてしまった。
排気管には結露水を除去する水抜きバルブも設置されていたが、設計会社から運営会社に説明がなかったため、一度も使用されなかった。
温泉タンク内の温泉の量が減り、温泉の汲み上げを自動調整する制御盤のスイッチが動作した際に出た火花が触れたことによって爆発したと結論付けられた。
この頃の温泉法にはガス検出器の設置義務がなかったため、ガス検出器が取り付けられていなかったことも、爆発に至った大きな要因とされた。

## 救助活動
東京消防庁から消防救助機動部隊（ハイパーレスキュー）など57隊が出動し警視庁や東京DMATと協力して救助作業や負傷者の治療にあたった。ガス爆発が原因であるとの情報が現場にも伝わっていたため、火花が出る工具等は使用されなかった。瓦礫で救出作業が難航したために東京消防庁の保有する重機も投入された。

## 被害規模
爆発により温泉施設付属一棟が全壊、全壊建物内に設置されていた従業員休憩室で休憩中の女性従業員3名が爆風による打撲などで死亡し、他2名が重傷（うち1名が脊髄損傷）、周辺住民が数名負傷、付近の住宅で爆風による窓ガラスの破損などが広範囲に発生した。爆発した瞬間は付近の防犯カメラで撮影されており、爆発で土煙を上げて建物が一瞬で崩壊していく模様がテレビで放送された。
また、爆発後の現場報道から、建物が鉄骨骨組のみを残して全て崩壊している写真が報道された。爆発現場が狭隘で建物が全壊状態で瓦礫が散乱した状況と相俟って、狭い裏通りに面していたため被害者の救出活動は困難を極めた。
最終的には小型重機を投入し爆発現場の瓦礫を撤去し、取り残された者が居ないか確認をした。

## 事故対策
6月20日、東京都環境局は、東京都内の全ての温泉施設に電話で注意喚起を始め、源泉汲み上げ機械のある部屋の窓を開けることなどを促した。7月10日にユニマットは、別棟を含む全ての建物を取り壊して、今後の営業再開を見合わせることを渋谷区役所や保健所に明らかにした。
また、この事故を受け、同様の事故を防止する目的で温泉法の一部が改正され、温泉の採取に許可制度を導入するなど規制強化された。

## 捜査・裁判
同施設はユニマットグループの「ユニマットビューティーアンドスパ」（後に解散し、運営権等をユニマット不動産に承継）が運営し、施設のメンテナンスは「日立ビルシステム」が請け負い、さらに同社がビル管理会社「サングー」を含む3業者に下請けさせていた。ユニマットビューティーアンドスパ側は、「保守管理について外部の業者に委託していた」としている。日立ビルシステム側は「契約にはガス関連の管理は入っていない」としている。
サングー側も「爆発した従業員用施設の地下にある受水槽内の湯量などの点検を担当し、毎日、社員が目視で湯量を確認していたが、ガス関連の管理は担当していない」としている。運営会社や保守管理会社など施設に関わるいずれの業者も、施設内の天然ガス濃度については測定しておらず、ガス検知器も設置されていなかったことがわかった。
ガス濃度の点検自体に法的義務はないが、警視庁は業務上過失致死事件として施設の運営・保守管理会社双方の安全管理態勢が十分だったかを捜査した。
爆発事故後、どの中央省庁が掘削温泉を所管するのか不明になる事態が発生した。

## 裁判

### 刑事裁判
2008年（平成20年）12月12日、警視庁は、設計・施工を行った大成建設の空調設計担当者、および施設運営を行っていたユニマット不動産の取締役と社員の計3人を業務上過失致死傷容疑で書類送検した。
2010年（平成22年）3月26日、東京地検は大成建設の空調設計担当者とユニマット不動産取締役の2人を業務上過失致死傷罪で在宅起訴し、ユニマット社員を嫌疑不十分で不起訴とした。大成建設側について、排管のU字部分に結露した水がたまり管が塞がれた場合ガスが排出されなくなる危険性があることを知っていたにもかかわらず、運営会社に水抜き作業の必要性を伝えなかったことが重大な過失にあたると判断された。東京都や千葉県一帯には、南関東ガス田と呼ばれる水溶性天然ガスが存在しており、温泉汲み出しに付随する天然ガスについて、これを屋外に排出するための排気管に問題があることや、漏れたガスを検出する機器が設置されていないことを知りながらも、それらの対応を怠ったとしている。ユニマット不動産側についても、周辺住民に約束していたガス検出器の設置を開業後も履行しなかったことが指摘された。
2012年（平成24年）4月13日、東京地裁（多和田隆史裁判長）で初公判が開かれ、罪状認否でユニマット不動産取締役は「水抜き作業について説明を受けておらず、事故は予見できなかった」、大成建設空調設計担当者は「説明義務は施工担当者にあった」と述べて無罪を主張した。
2012年（平成24年）12月7日、論告求刑公判が開かれ、検察官は、ユニマット不動産取締役について「保守管理責任者として、配管の構造などを認識しており、事故は予見できた」として禁錮2年、大成建設空調設計担当者については「設計段階で事故を予見できたが、結露水を取り除く必要性をユニマット側に説明しなかった」として禁錮3年を求刑した。
2013年（平成25年）5月9日、東京地裁（多和田隆史裁判長）で判決公判が開かれ、大成建設空調設計担当者について「配管構造を設計し、配管内に結露水が発生しうることを認識していた。水抜きを適切にしなければ爆発事故を起こしかねないことを容易に予見できた」として禁錮3年、執行猶予5年の有罪判決を言い渡した。一方、ユニマット不動産取締役については「大成建設側から水抜きの必要性を全く説明されておらず、検察側が主張する情報収集義務があったとも認めがたい」として無罪判決を言い渡した。
この判決に対して東京地検は「事故の予見可能性を否定した判決の事実認定が経験則に反しているとまではいえない」として控訴を断念したため、控訴期限を迎えた5月24日午前0時をもってユニマット不動産取締役に対する無罪判決が確定した。一方、大成建設空調設計担当者は判決を不服として控訴した。
2014年（平成26年）6月20日、大成建設空調設計担当者の控訴審において東京高裁（大島隆明裁判長）は「自ら設計した被告が、メタンガスが漏れ出す事態を予見できたことは明白。大事故を引き起こした責任感が感じられない」として一審判決を支持、被告側の控訴を棄却した。
2016年（平成28年）5月25日、最高裁第一小法廷（大谷直人裁判長）は、職権で上記の裁判要旨のとおり判示した上、裁判官全員一致の決定で上告を棄却したため、大成建設社員の有罪が確定した。なお、本決定には、予見可能性が無かったことを主張する上告趣意に対し、「水抜きバルブを閉め続けることによりガス抜き配管について当初の設計上予定されていたメタンガス排出の機能に重大な問題が生じるおそれがあったということは、この設計の全体像に関わる問題ということができる。第一義的な安全装置として設計されたシステムの機能についてその後問題点を生じ得る事情が判明した場合に、設計担当者としては、その点の改善の必要性を伝達するか、仮にそれを放置するのであれば、当然に、二次的、三次的に設けられた予防装置が当初の設計のままでよいのかについての見直し作業を行うことが求められるはずである。そうした行動をとることを怠った被告人について、排気ファン等の存在をもってその過失責任を否定することはできない」とする、大谷直人裁判官の補足意見が付されている。

### 民事裁判
2010年（平成22年）6月16日、シエスパの運営会社であるユニマット不動産は、施設の設計・施工に携わった大成建設を含め4社に対し、105億円の損害賠償を求める訴えを東京地方裁判所に起こした。施設管理における危険性を具体的に認識していながら、施設引き渡しの際、その説明を怠っていたことを提訴の理由に挙げている。2012年4月24日、大成建設が解決金を支払うと申し出たことで和解が成立。

## 特記事項
- ユニマットグループが経営する、もうひとつの温泉である六本木天然温泉zaboo（ザブー）については、2006年（平成18年）3月の開業当初よりガス検知器が設置され、ガス濃度の点検も24時間常駐体制でなされていたことが明らかになっており、松濤温泉シエスパとの管理体制の差が指摘された。その後zabooは、高すぎる料金設定に加え松濤温泉シエスパの事故が追い討ちとなって、2008年（平成20年）1月10日に閉館された。これをもってユニマットは温泉経営から完全に撤退した。
- 跡地は事故当時の状態で長期間封鎖されていたが、本館の建物については、事務所・飲食店仕様に改装しコワーキングスペースとなった（その後2023年4月30日に営業を終了している[33]）。また別棟については解体されて、コインパーキングとなっている。